# ویلیامز اینترنشنال
ویلیامز اینترنشنال یک تولید کننده آمریکایی موتورهای توربین گازی کوچک مستقر در پونتیاک، میشیگان ، ایالات متحده است. این شرکت موتورهای جت برای موشک های کروز و هواپیماهای جت کوچک تولید می کند.

## همچنین ببینید
- سری EV1 هیبریدی، نمونه اولیه خودروی هیبریدی با توربین گازی
- موتورهای توربینی کرایسلر

### کتابشناسی - فهرست کتب
- Noland, David (November 2005). "The Little Engine That Couldn't". Air & Space. Retrieved 14 September 2021.
- Wahl, Paul (April 1974). "Jet Flight With No Wings". Popular Science. pp. 88–89 and 152.